# Мейсвілл (Колорадо)
Мейсвілл (англ. Maysville) — переписна місцевість (CDP) в США, в окрузі Чаффі штату Колорадо. Населення — 173 особи (2020).

## Географія
Мейсвілл розташований за координатами 38°31′33″ пн. ш. 106°13′10″ зх. д. / 38.52583° пн. ш. 106.21944° зх. д. (38.525961, -106.219377).  За даними Бюро перепису населення США в 2010 році переписна місцевість мала площу 32,16 км², з яких 32,13 км² — суходіл та 0,03 км² — водойми.

## Демографія
Згідно з переписом 2010 року, у переписній місцевості мешкало 135 осіб у 65 домогосподарствах у складі 46 родин. Густота населення становила 4 особи/км².  Було 108 помешкань (3/км²).
Расовий склад населення:
| - 94,8 % — білих - 0,7 % — азіатів |

До двох чи більше рас належало 3,7 %. Частка іспаномовних становила 2,2 % від усіх жителів.
За віковим діапазоном населення розподілялося таким чином: 11,1 % — особи молодші 18 років, 60,0 % — особи у віці 18—64 років, 28,9 % — особи у віці 65 років та старші. Медіана віку мешканця становила 56,6 року. На 100 осіб жіночої статі у переписній місцевості припадало 110,9 чоловіків;  на 100 жінок у віці від 18 років та старших — 100,0 чоловіків також старших 18 років.
Цивільне працевлаштоване населення становило 63 особи. Основні галузі зайнятості: освіта, охорона здоров'я та соціальна допомога — 31,7 %, мистецтво, розваги та відпочинок — 28,6 %, науковці, спеціалісти, менеджери — 17,5 %, сільське господарство, лісництво, риболовля — 7,9 %.